# Cisne Branco (schip, 2000)
De Cisne Branco (Nederlands: witte zwaan) is een tallship van de Braziliaanse marine. Het schip is gebouwd in Nederland. Het schip wordt voornamelijk gebruikt om Brazilië te vertegenwoordigen in het buitenland.

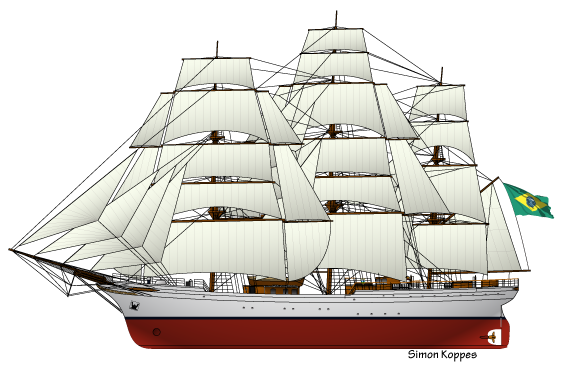
Lijntekening van de Cisne Branco

Van 1948 tot 1962 exploiteerde de Braziliaanse marine een groot zeilschip (het vroegere Duitse schip Albert Leo Schlageter) met de naam Guanabara. In 1962 werd dit schip verkocht aan Portugal en het doet nu in dienst bij de Portugese marine als Sagres.
Toen het 500-jarig jubileum van de ontdekking van Brazilië dichterbij kwam, ontstond weer de behoefte aan een groot (historisch) zeilschip in Braziliaanse dienst. In dezelfde periode werd door Damen Oranjewerf te Amsterdam het schip: Stad Amsterdam gebouwd in opdracht van de reder: Rederij Clipper Stad Amsterdam. Dit schip was ontworpen door de Nederlandse jachtontwerper Gerard Dijkstra. Met maar een paar kleine aanpassingen voldeed dit schip aan de eisen van de Braziliaanse marine. In augustus 1998 werd het contract getekend en minder dan anderhalf jaar later in februari 2000 werd de Cisne Branco (wat witte zwaan betekent) afgeleverd aan de Braziliaanse marine.
De Cisne Branco is een volschip, dit betekent dat alle drie de masten zijn uitgerust met ra-zeilen. Van deze zeilen zijn er vijf bevestigd aan de fokkenmast, zes aan de grote mast en vier aan de kruismast. Tussen de fokkenmast en de boegspriet kunnen vier kluivers worden gezet, samen met drie stagzeilen aan de grote mast en twee aan de kruismast. De kruismast heeft ook een bezaan. Dit grote zeiloppervlak (voor een schip van deze grootte) kan nog worden vergroot met lijzeilen die aan beide zijden van de ra kunnen worden uitgezet met bakspieren.
Ondanks dat het schip er historisch uitziet, met gescheiden mars- en bramstengen en een kluiverboom aan de boegspriet, is het feitelijk een zeer modern schip. Hoewel de masten van staal gemaakt zijn, zijn de mars- en bramsteng van aluminium. Ook zijn de zeilen van moderne lichtgewicht materialen gemaakt. Het schip heeft zelfs een boegschroef om in een haven te kunnen manoeuvreren zonder sleepbootassistentie. De boegschroef kan worden afgesloten voor optimale zeilprestaties.
Zijn eerste reis maakte de Cisne Branco in 2000 van Portugal naar Brazilië over de Atlantische Oceaan, om de 500ste verjaardag van de ontdekking van Brazilië door de Portugese admiraal Pedro Alvares Cabral te vieren. Het schip doet dienst als opleidingsschip voor cadetten van de Braziliaanse marine academie en de koopvaardijopleiding. Maar het schip is ook belangrijk voor de internationale representatie van de Braziliaanse zeevaart en cultuur

## Technische gegevens
- tonnage: 723 bruto
- waterverplaatsing: 1.038 ton
- lengte: 76 m over alles
- breedte: 10,5 m
- diepgang: 4,8 m
- masthoogte boven water: 46 m
- zeiloppervlak: 2.195 m²
- MMSI: 710428000
- IMO: 9203320
- Call sign: PWCB

## Galerij

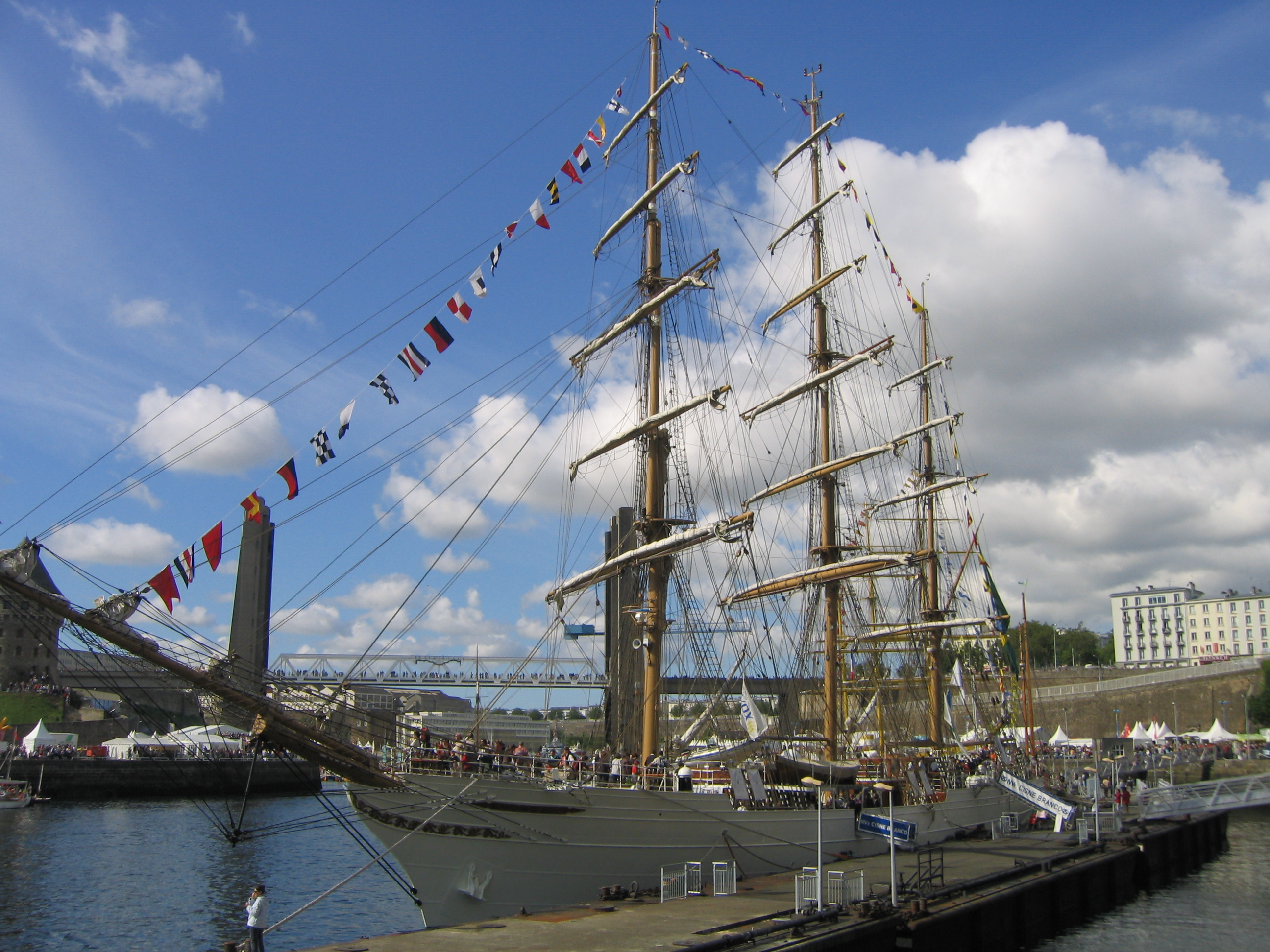
Aangemeerd in Brest, Frankrijk
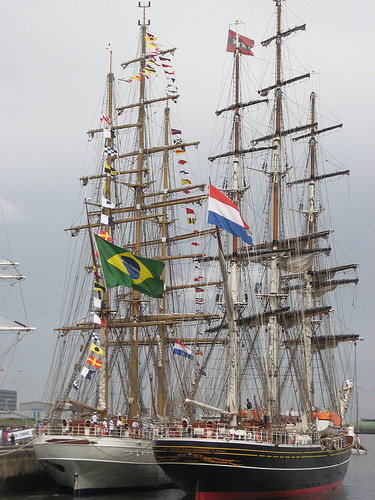
De Cisne Branco naast de Stad Amsterdam
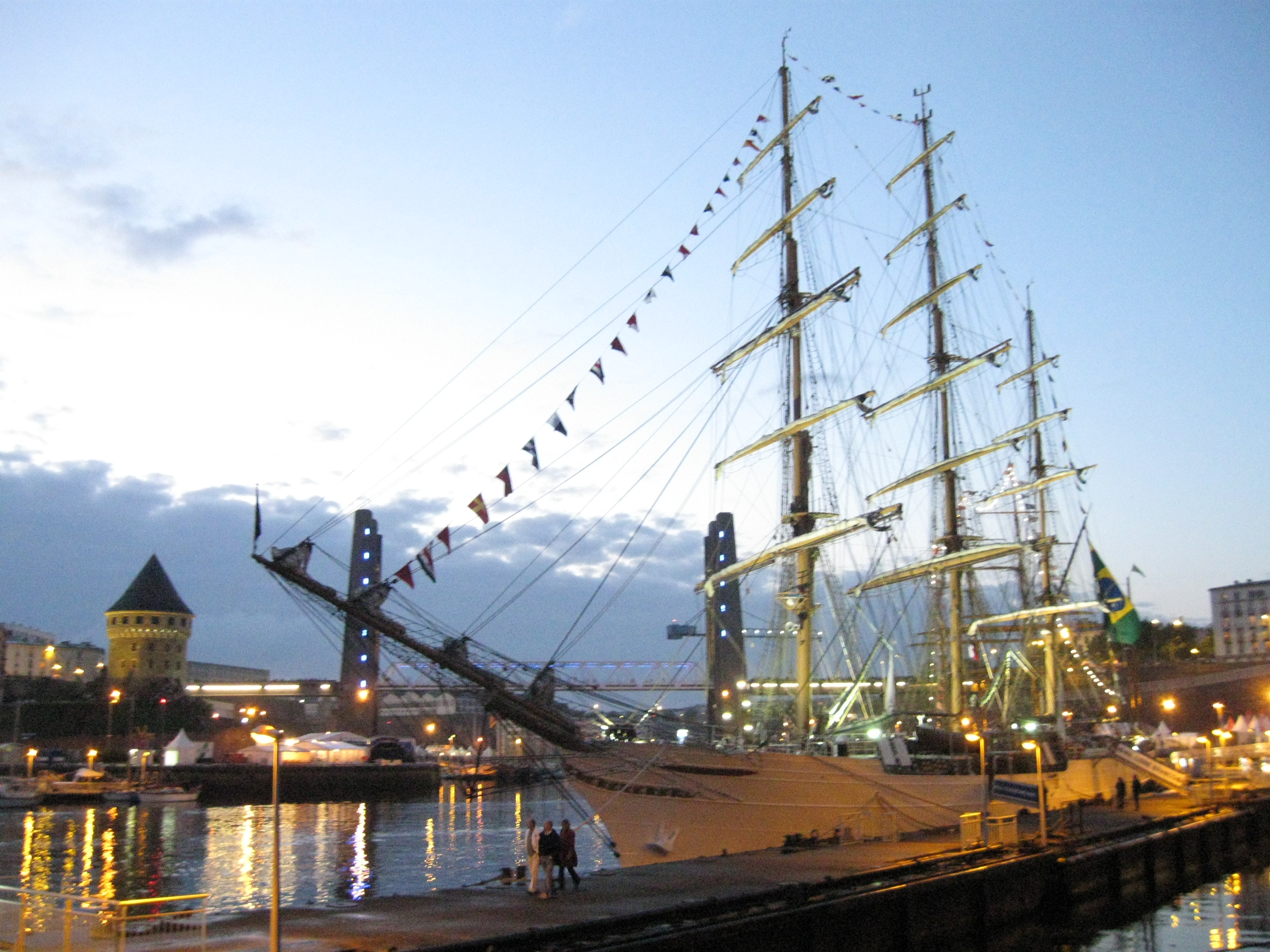
Aangemeerd in Brest, Frankrijk
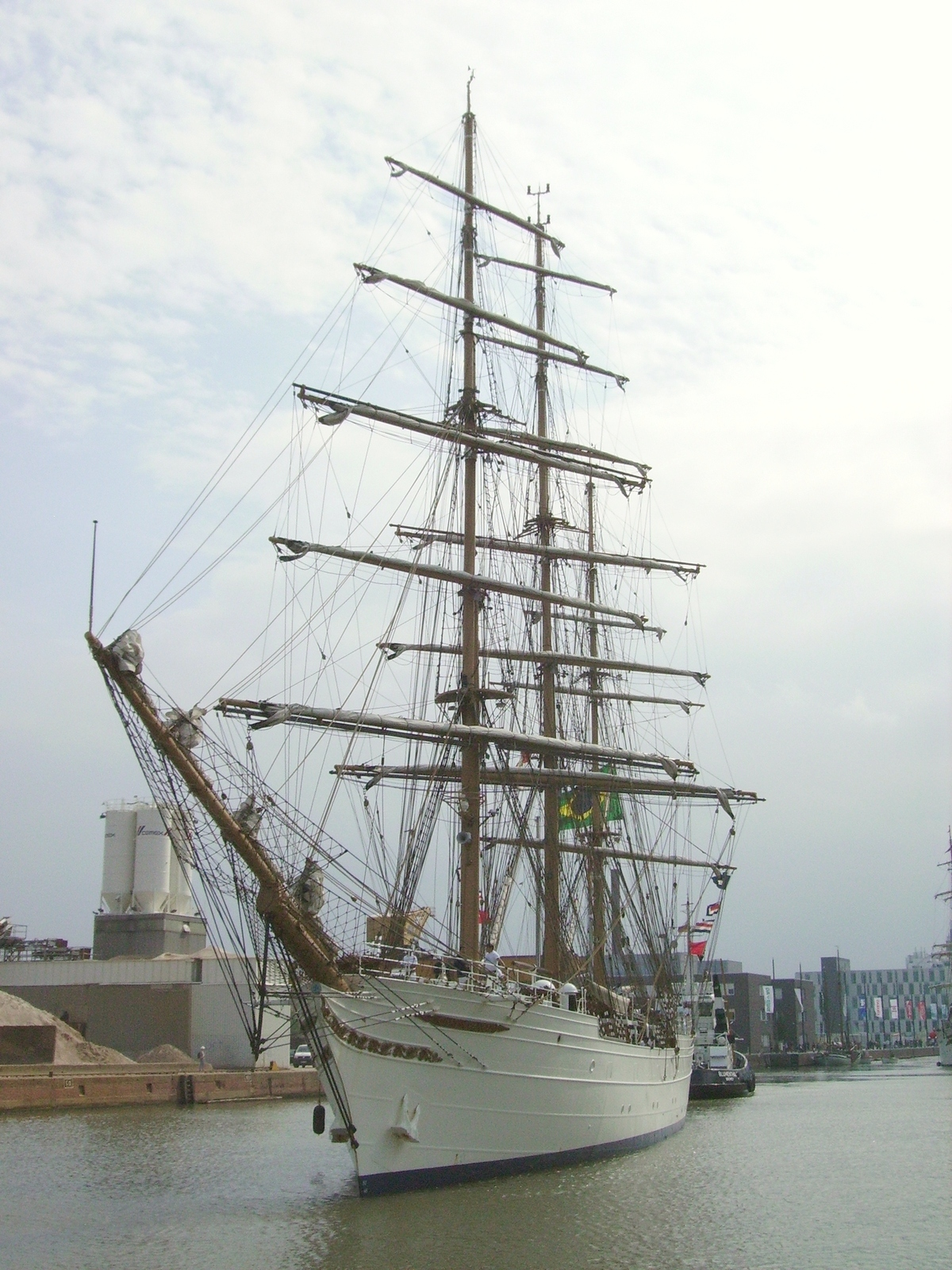
Binnenvaren van Bremerhaven